# Puchar Borysa Jelcyna 2011
Puchar Borysa Jelcyna – IX. edycja towarzyskiego turnieju siatkarskiego, który trwał od 5 do 10 lipca 2011. W turnieju udział brało 6 reprezentacji:
- Brazylia
- Chiny
- Holandia
- Polska
- Rosja
- Ukraina

## Faza grupowa

### Grupa A
Tabela
| Poz. | Reprezentacja | Pkt | Mecze | Mecze | Mecze | Sety | Sety | Sety  | Małe punkty | Małe punkty | Małe punkty |
| Poz. | Reprezentacja | Pkt | M     | Z     | P     | wyg. | prz. | ratio | zdob.       | str.        | ratio       |
| ---- | ------------- | --- | ----- | ----- | ----- | ---- | ---- | ----- | ----------- | ----------- | ----------- |
| 1    | Brazylia      | 6   | 2     | 2     | 0     | 6    | 1    | 6,000 | 177         | 139         | 1,273       |
| 2    | Polska        | 2   | 2     | 1     | 1     | 4    | 5    | 0,800 | 180         | 200         | 0,900       |
| 3    | Holandia      | 1   | 2     | 0     | 2     | 2    | 6    | 0,333 | 155         | 173         | 0,896       |

Legenda: Poz. – pozycja, Pkt – liczba punktów, M – liczba meczów, Z – mecze wygrane, P – mecze przegrane, wyg. – sety wygrane, prz. – sety przegrane, zdob. – małe punkty zdobyte, str. – małe punkty stracone
Wyniki
| 5 lipca 2011 |

|  | Brazylia | 3:0(25:22, 25:19, 25:16) | Holandia |  |
|  |          | 3:0(25:22, 25:19, 25:16) |          |  |

| 6 lipca 2011 |

|  | Polska | 1:3(18:25, 21:25, 29:27, 14:25) | Brazylia |  |
|  |        | 1:3(18:25, 21:25, 29:27, 14:25) |          |  |

| 7 lipca 2011 |

|  | Polska | 3:2(25:17, 25:19, 17:25, 16:25, 15:12) | Holandia |  |
|  |        | 3:2(25:17, 25:19, 17:25, 16:25, 15:12) |          |  |

### Grupa B
Tabela
| Poz. | Reprezentacja | Pkt | Mecze | Mecze | Mecze | Sety | Sety | Sety  | Małe punkty | Małe punkty | Małe punkty |
| Poz. | Reprezentacja | Pkt | M     | Z     | P     | wyg. | prz. | ratio | zdob.       | str.        | ratio       |
| ---- | ------------- | --- | ----- | ----- | ----- | ---- | ---- | ----- | ----------- | ----------- | ----------- |
| 1    | Chiny         | 6   | 2     | 2     | 0     | 6    | 1    | 6,000 | 173         | 144         | 1,201       |
| 2    | Rosja         | 3   | 2     | 1     | 1     | 4    | 3    | 1,333 | 168         | 130         | 1,292       |
| 3    | Ukraina       | 0   | 2     | 0     | 2     | 0    | 6    | MIN   | 83          | 150         | 0,553       |

Legenda: Poz. – pozycja, Pkt – liczba punktów, M – liczba meczów, Z – mecze wygrane, P – mecze przegrane, wyg. – sety wygrane, prz. – sety przegrane, zdob. – małe punkty zdobyte, str. – małe punkty stracone
Wyniki
| 5 lipca 2011 |

|  | Chiny | 3:0(25:17, 25:20, 25:14) | Ukraina |  |
|  |       | 3:0(25:17, 25:20, 25:14) |         |  |

| 6 lipca 2011 |

|  | Rosja | 3:0(25:12, 25:8, 25:12) | Ukraina |  |
|  |       | 3:0(25:12, 25:8, 25:12) |         |  |

| 7 lipca 2011 |

|  | Rosja | 1:3(22:25, 23:25, 25:23, 23:25) | Chiny |  |
|  |       | 1:3(22:25, 23:25, 25:23, 23:25) |       |  |

## Faza play-off

### Półfinały
| 9 lipca 2011 |

|  | Polska | 0:3(33:35, 23:25, 21:25) | Chiny |  |
|  |        | 0:3(33:35, 23:25, 21:25) |       |  |

|  | Rosja | 2:3(25:21, 25:16, 20:25, 23:25, 13:15) | Brazylia |  |
|  |       | 2:3(25:21, 25:16, 20:25, 23:25, 13:15) |          |  |

### Mecz o 5. miejsce
| 9 lipca 2011 |

|  | Holandia | 3:0(25:18, 25:12, 25:17) | Ukraina |  |
|  |          | 3:0(25:18, 25:12, 25:17) |         |  |

### Mecz o 3. miejsce
| 10 lipca 2011 |

|  | Rosja | 3:2(22:25, 25:22, 25:22, 22:25, 16:14) | Polska |  |
|  |       | 3:2(22:25, 25:22, 25:22, 22:25, 16:14) |        |  |

### Finał
| 10 lipca 2011 |

|  | Brazylia | 2:3(35:37, 25:19, 27:25, 23:25, 10:15) | Chiny |  |
|  |          | 2:3(35:37, 25:19, 27:25, 23:25, 10:15) |       |  |

## Klasyfikacja końcowa
| Miejsce | Reprezentacja |
| ------- | ------------- |
| 1.      | Chiny         |
| 2.      | Brazylia      |
| 3.      | Rosja         |
| 4.      | Polska        |
| 5.      | Holandia      |
| 6.      | Ukraina       |

## Nagrody indywidualne
| Najlepsza zawodniczka (MVP) | Najlepsza punktująca | Najlepsza atakująca | Najlepsza blokująca | Najlepsza serwująca | Najlepsza broniąca | Najlepsza rozgrywająca | Najlepsza przyjmująca | Najlepsza libero |
| --------------------------- | -------------------- | ------------------- | ------------------- | ------------------- | ------------------ | ---------------------- | --------------------- | ---------------- |
| Hui Ruoqi                   |                      |                     |                     |                     |                    | Joanna Wołosz          |                       |                  |